# トマス・ウィン (初代準男爵)
初代準男爵サー・トマス・ウィン（英語: Sir Thomas Wynn, 1st Baronet、1677年3月 – 1749年4月13日）は、グレートブリテン王国の政治家。1713年から1749年まで庶民院議員を務めた。

## 生涯

### 出生
グリフィス・ウィン（Griffith Wynn、1680年没）とキャサリン・ヴォーン（Catherine Vaughan、ウィリアム・ヴォーンの娘）の長男として、1677年3月に生まれた。弟に庶民院議員のサー・ウィリアム・ウィン（1678年 – 1754年）がいる。

### 結婚
1701年までにフランシス・グリン（Frances Glynn、ジョン・グリンの娘）と結婚、1男4女をもうけた。妻がグリンスリヴォンの地所の相続人だったため、後年にカーナーヴォンシャーの政治に影響力を有するようになった。
- ジョン（1701年 – 1773年） - 第2代準男爵
- キャサリン
- エリザベス
- ドロシー - ウィリアム・トマス（William Thomas）と結婚
- フランシス

### 選挙戦
ホイッグ党に所属し、1708年イギリス総選挙ではトーリー党が支配していたカーナーヴォンシャー選挙区への介入を試みた。このとき、現職議員の第5代準男爵サー・ジョン・ウィンが80歳と高齢だったため、トーリー党では第3代準男爵サー・ロジャー・モスティンとウィリアム・グリフィスが名乗りを上げ、トマス・ウィンはホイッグ党勢力をまとめあげた。この時期のカーナーヴォンシャーではトーリー党のバークリー子爵家が有力だったが、バークリー子爵家はグリフィスとモスティンの支持をめぐって分裂、家長の第4代バークリー子爵リチャード・バークリーがグリフィスを支持した一方、モスティンを支持した者もいた。最終的にはバークリー子爵の主導で妥協がなされ、ジョン・ウィンがカーナーヴォンシャー選挙区で、グリフィスがカーナーヴォン・バラ選挙区で選出され、ウィンが死去するか引退する場合はモスティンがその後任となることが合意された。締め出されたトマスは当然ながら同意しなかったが、1708年でも1710年でもなすすべがなく、ジョン・ウィンは1708年と1710年の2度にわたってカーナーヴォン選挙区で再選、グリフィスもカーナーヴォン・バラ選挙区で2回当選した。
1712年、トマスにとっての事態が好転した。まず、トマス自身が1712年1月から12月までカーナーヴォンシャー州長官を務めた。1708年の妥協に参加したグリフィスは1712年10月頃より寝返ってトマスを支持、さらにグリフィスがかねてより就任を望んでいたカーナーヴォン城総督の官職が1713年9月にバークリー子爵に奪われると、グリフィスがトマス側につくことが決定的になり、1713年イギリス総選挙でグリフィスがカーナーヴォンシャー選挙区から、トマスがカーナーヴォン・バラ選挙区から出馬することとなった。カーナーヴォンシャー選挙区では投票が終わらないうちに選管がグリフィスの当選を宣告できたほどの圧勝に終わり、カーナーヴォン・バラ選挙区ではトマスと対立候補ウィリアム・オーウェン（William Owen）の支持者がそれぞれ執行吏（bailiff）を任命して選挙に臨み、2人とも自派が選出した執行吏により当選を宣告された。どちらの選挙区でも選挙申し立てが行われ、グリフィンとトマスの当選が確定した。
1713年の選挙戦で多くの非居住者に投票権を与えた結果、カーナーヴォン・バラ選挙区を支配するに至り、以降トマスは死去するまでの6度の総選挙で当選し、うち5回が無投票当選だった。1722年イギリス総選挙ではオーウェンが対立候補ウィリアム・プリース（William Price）を立てたが、572票対1,025票であえなく敗退、これに対しトマスは1724年にカーナーヴォン城総督に就任して（1727年に退任）支配を強化した。

### 政界にて
1714年にジョージ1世が即位してハノーヴァー朝が始まると王太子ジョージ（後の国王ジョージ2世）に接近、1714年から1724年まで王太子の侍従を、1724年10月から1727年まで王太子家の秘書官（clerk of the household to Prince of Wales）を務めた。1727年に王太子がジョージ2世として即位した後は侍従（年収300ポンド）に復帰、Clerk of the Green Cloth（家政部門の官職、年収1,000ポンド）にも任命され、いずれも1749年に死去するまで務めた。
議会ではジョージ1世と王太子ジョージが対立した1717年から1720年までは王太子ジョージに従い、野党側として投票したが、それ以外では常に与党側として投票、1733年の消費税法案に賛成、1734年に七年議会法廃止法案に反対、1739年のパルド協定に賛成した記録が残っている。また、南海泡沫事件の秘密調査委員会が1721年に提出した報告によると、トマスは南海会社の株を無料で受け取った議員の1人だった。

### 晩年
1742年10月25日、準男爵に叙された。
1749年4月13日に死去、スランドゥーログで埋葬された。息子ジョンが準男爵位を継承した。